# إيمرسون بيكر
إيمرسون بيكر (بالإنجليزية: Emerson Baker)‏ هو مؤرخ أمريكي، ولد في 18 مايو 1958.